# Winlink
WinLink, eigentlich WinLink 2000 (kurz WL2K) ist ein globales Netzwerk zur Übermittlung von E-Mails über Amateur- und Seefunk und ins Internet. Es bietet dem Endbenutzer die Möglichkeit, ohne direkte Verfügbarkeit regulärer Kommunikationsnetze (z. B. Wähl- oder Standleitung, Internet via Satellit, mobiles Internet etc.) und unabhängig von der Position auf oder über der Erdoberfläche Zugang zum Internet zu erlangen. Diese sind beschränkt auf die asynchrone Kommunikation durch das Senden und Empfangen von E-Mails mit Dateianhängen, Positionsdaten oder Blogeinträgen bzw. das Anfordern von Auskunftsdiensten wie z. B. Wetterkarten. Es ist außerdem für die Not- und Katastrophenfallkommunikation vorgesehen.

## Netzwerkstruktur
Das WinLink-Netzwerk wurde zur Bereitstellung eines Verbundnetzwerkdienstes für Funkamateure und Segler etabliert. Aufgrund der Möglichkeit, unabhängig von lokaler Kommunikationsinfrastruktur Informationen in Form von Textnachrichten und Dateien global an E-Mail-Adressen zu versenden, erreichte WinLink vor allem im Bereich der digitalen Notfallkommunikation hohe Popularität. Das System besteht aus fünf Nachrichten-Servern (Common Message Server) mit regelmäßig synchronisierten redundanten Datenbanken in Brentwood in Tennessee, San Diego, Wien, Halifax und Perth. Diese befinden sich weit voneinander entfernt und teilweise auch auf verschiedenen Kontinenten, um im Fall des Versagens eines der Server eine globale Ausfallsicherheit zu bieten. Lediglich ein verbleibender Server würde ausreichen, um die Weiterleitung der E-Mails zu ermöglichen. Der Zugriff auf das WinLink-Netzwerk via Funk, also auf einem Amateur- oder Seefunkband, erfolgt über einen sogenannten Radio Message Server (RMS). Dieser fungiert als Brücke zwischen dem CMS, zu welchem eine Internetverbindung besteht und dem Endnutzer, der über eine Amateurfunk- oder Seefunkstelle verfügt.
So ist es beispielsweise für einen Funkamateur in der Antarktis, welcher weder über eine Anbindung an ein kommerzielles Kommunikationsnetz noch Netzstromversorgung verfügt, möglich, unter Verwendung eines Amateurfunkgerätes und autonomer Stromversorgung (z. B. Akkumulator oder Photovoltaik) eine E-Mail an eine beliebige E-Mail-Adresse über Kurzwelle mit dem soundkartenbasierten WINMOR-Übertragungsprotokoll zu einer deutschen RMS zu übertragen bzw. zu empfangen. Die RMS leitet die E-Mail an einen der CMS weiter, welche diese dann an den Provider des Empfängers übermittelt.

### WinLink Hybrid Network / Radio-Only-WinLink-Network (ROWN)
Seit April 2013 wurde das WinLink 2000 Netzwerk durch ein dynamisches Routingsystem mit der Bezeichnung Radio-Only-WinLink-Network (ROWN) erweitert, welches ermöglicht E-Mails zwischen Funkteilnehmern ohne Internet zu versenden. Ferner werden E-Mails im WinLink Hybrid Network, welches das bestehende WinLink Netzwerk um das ROWN ergänzt, Nachrichten im Fall eines lokalen Internetausfalls über Kurzwelle an andere RMS weitergeleitet. Intention der Radio-Only Netzwerkreform ist die Reduktion der Internet-Abhängigkeit von WinLink 2000 und die dynamische Anpassung des Hybrid Netzwerkes an Not- und Katastrophenfälle. Radio Message Server (RMS), welche temporär, z. B. aufgrund eines Internetausfalls keine Konnektivität zu einem Central Message Server (CMS) besitzen, leiten eintreffende Nachrichten über Kurzwelle an weitere RMS weiter. Somit können auch dauerhaft vom Internet getrennte RMS betrieben werden, z. B. als portable Station innerhalb eines Krisengebietes oder aus rechtlichen Gründen. Beim Routing findet ein auf Adressat, Ausbreitungsbedingungen, Dateigröße und Übertragungsprotokoll basierender Algorithmus Anwendung. Das Routing von an Funkteilnehmer adressierte Nachrichten erfolgt ähnlich dem Packet Radio Mailbox Prinzip. Der Nutzer teilt dem System bis zu 3 Message Pickup Stations (MPS) mit, zu welchen die Nachrichten über PACTOR zwischen den RMS auf Kurzwelle zum Abrufen weitergeleitet werden. Der Wechsel der Hybrid-Stationen vom Internet-Betrieb zum ROWN-Betrieb erfolgt automatisch.

## Übertragungsprotokolle
Die für WinLink verfügbaren Betriebsarten und Übertragungsprotokolle verwenden zur fehlerfreien Übermittlung der Nachrichten verschiedene Verfahren. Die Vorwärtsfehlerkorrektur dient dazu, bereits während der Übermittlung durch die ISS (Information Sending Station, dt. sendende Station) unter Verwendung redundanter Datensätze eine möglichst geringe Fehlerrate bei der IRS (Information Receiving Station, dt. empfangende Station) zu erlangen. Dies verringert nicht nur die Fehlerraten bei geringem Rauschabstand, sondern auch bei kurzzeitigen Störungsimpulsen und sogar Signalausfällen, ohne dass das entsprechende Paket noch einmal (aktiv) angefordert werden muss. Dies ist wichtig, weil die fehlerfreie Übertragung der Pakete vor allem über Kurzwelle bei WINMOR und PACTOR von vielen Störfaktoren wie Störung durch andere Stationen auf Nachbarfrequenzen (QRM) und den Ausbreitungsbedingungen abhängig ist und somit auch anfällig für kurze Störungen wie beispielsweise Sferics ist. Um eine tatsächlich fehlerfreie Übertragung zu garantieren, kommt des Weiteren das ARQ-Protokoll zum Einsatz. Ein von der ISS ausgesendetes Paket muss von der IRS als erfolgreich empfangen quittiert werden, bevor das nächste Paket verschickt wird. Die Überprüfung des korrekten Empfangs eines Pakets erfolgt mithilfe eines Prüfbits. Das aktuelle Datenpaket wird solange wiederholt, bis die ISS eine Bestätigung des korrekten Empfangs von der IRS empfangen hat.

## Unterstützte Betriebsarten und Zugangsmöglichkeiten

### Kurzwelle
- PACTOR I-IV (PACket Teleprinting Over Radio)
- WINMOR (WinLink Mail over Radio)
- ARDOP (Amateur Radio Digital Open Protocol)[7]
- ALE (Automatic Link Establishment) nach MIL-STD-188-141 und MIL-STD-188-110
- Robust Packet
- VARA[8]

### Ultrakurzwelle
- D-STAR

#### AX.25
- Packet Radio
- APRS (Automatic Packet Reporting System), siehe auch APRSLink

### TCP/IP
- Telnet, auch via HAMNET[9]
- SMTP/POP, auch via HAMNET[9]
- HTTP-Webmail

## Rechtliches
Für die Verwendung von WinLink durch Funkamateure sind unbedingt die jeweiligen nationalen Gesetze und Verordnungen betreffend des Amateurfunkdienstes zu beachten. Der Nachrichtenversand per WinLink unterliegt den gleichen gesetzlichen Bestimmungen, wie jede andere Betriebsart im Amateurfunk. 
Insbesondere in Hinblick auf den Austausch von Nachrichten zwischen WinLink und herkömmlichen E-Mail-Adressen, welche nicht von lizenzierten Funkamateuren genutzt werden, gelten in vielen Ländern strenge gesetzliche Einschränkungen.
So darf beispielsweise in Deutschland gemäß §5 Abs. 5 AFuG ein Funkamateur "Nachrichten, die nicht den Amateurfunkdienst betreffen, für und an Dritte nicht übermitteln". Der E-Mail-Verkehr zwischen einem WinLink-Nutzer und einem Nicht-Funkamateur darf somit thematisch ausschließlich von Inhalten handeln, die in unmittelbarem Zusammenhang mit dem Amateurfunk stehen. Smalltalk oder sonstige Unterhaltungen persönlicher Natur unter Nutzung von WinLink sind entsprechend dieser gesetzlichen Vorschrift in Deutschland nur zulässig, wenn es sich bei allen an der Kommunikation beteiligten Personen um lizenzierte Funkamateure handelt. Die Kommunikation in einer Notsituation ist von dieser Bestimmung ausgenommen.

## Nachteile, Risiken und Kritik
WinLink ist zwar ein technisch redundant aufgebautes, aber dennoch zentral gesteuertes und verwaltetes Netzwerk. 
Gemäß den Nutzungsbedingungen steht es dem Administrator des WinLink-Netzwerkes frei, einzelne Nutzer, Server oder ganze Regionen jederzeit nach persönlichem Ermessen von der Nutzung des Dienstes auszuschließen. Ebenso behält sich der Administrator das Recht vor, sämtliche Inhalte der übertragenen E-Mails automatisiert wie auch manuell zu analysieren und Nachrichten mit "unerwünschten oder verbotenen Inhalten" nicht zuzustellen.
Der Umstand, dass die Kontrolle über die gesamte weltweite Kommunikation in der Macht einer einzelnen Person oder einer sehr kleinen Personengruppe liegt, stellt bei der Verwendung von WinLink zum Zweck der Notfall- und Krisenkommunikation ein gewisses Risiko dar. So hätte der Betreiber theoretisch jederzeit die Möglichkeit, die Kommunikation aus persönlichen Motiven heraus beliebig einzuschränken, wovon auch staatliche Einrichtungen, Behörden und Nichtregierungsorganisationen betroffen sein könnten. Dies stellt gegenüber anderen Formen der Funkkommunikation, die nicht von einer einzelnen zentralen Instanz abhängig sind, einen erheblichen Nachteil dar.

## Client-Software
| Programm          | Betriebssystem                                              | Lizenz                     | Telnet          | AX.25        | AX.25         | PACTOR I-III | PACTOR IV | WINMOR        | ARDOP             | D-STAR DV/DD   | MIL-STD 188-141A & 188-110 | Robust Packet | SMTP/POP |
| Programm          | Betriebssystem                                              | Lizenz                     | Telnet          | Packet Radio | APRS          | PACTOR I-III | PACTOR IV | WINMOR        | ARDOP             | D-STAR DV/DD   | MIL-STD 188-141A & 188-110 | Robust Packet | SMTP/POP |
| ----------------- | ----------------------------------------------------------- | -------------------------- | --------------- | ------------ | ------------- | ------------ | --------- | ------------- | ----------------- | -------------- | -------------------------- | ------------- | -------- |
| AirMail           | Windows 95 und höher                                        | Freeware                   | Ja              | Ja           | Nein          | Ja           | Ja        | Ja, mit BPQ32 | Ja, mit BPQ32     | Ja             | Nein                       |               | Ja       |
| WinLink Express   | Windows Vista und höher, Eingeschränkt mit Wine unter Linux | Freeware                   | Ja              | Ja           | Ja, mit BPQ32 | Ja           | Ja        | Ja            | Ja, mit ARDOP_PTC | Nein           | Nein                       | Ja            | Nein     |
| Pat               | Linux, Windows, Mac OS X                                    | MIT-Lizenz                 | Ja              | Ja           | Nein          | Ja           | Ja        | Ja            | Ja                | Nein           | Nein                       | Nein          | Nein     |
| Paclink           | Windows XP und höher                                        | Freeware                   | Ja              | Ja           | Nein          | Ja           | Nein      | Nein          | Ja, mit BPQ32     | Ja, mit D-RATS | Nein                       | Nein          | Ja       |
| Paclink-Unix      | Linux, *BSD                                                 | GNU General Public License | Ja              | Ja           | Nein          | Ja           | Nein      | Nein          | Ja, mit ARDOP_PTC | Ja, mit D-RATS | Nein                       | Nein          | Ja       |
| Outpost           | Windows XP und höher                                        | Freeware                   | Ja              | Ja           | Nein          | Nein         | Nein      | Nein          | Nein              | Nein           | Nein                       | Nein          | Nein     |
| PC ALE / MARS ALE | Windows XP und höher                                        | Freeware                   | Ja, mit BBSLink | Nein         | Nein          | Nein         | Nein      | Nein          | Nein              | Nein           | Ja                         | Nein          | Nein     |
| D-RATS            | Windows XP und höher, Mac OS X, Linux                       | Freeware                   | Ja              | Ja           | Ja            | Nein         | Nein      | Nein          | Nein              | Ja             | Nein                       | Nein          | Ja       |
| UI-View32         | Windows XP und höher                                        | Freeware                   | Nein            | Nein         | Ja            | Nein         | Nein      | Nein          | Nein              | Nein           | Nein                       | Nein          | Nein     |